# Ліга чемпіонів ЄГФ (жінки)
Ліга Чемпіонів Європейської гандбольної федерації (ЄГФ) (англ. Women's DELO EHF Champions League) — найбільше змагання жіночих гандбольних клубів Європи, яке проводять під егідою Європейської федерації гандболу (EHF) щорічно з 1961 року. До сезону 1993/1994 турнір мав назву Кубок європейських чемпіонів.

## Призери

### Кубок чемпіонів Європи
| 1961    | «Штіінца» (Бухарест)   | 13–5 (8–1 / 5–4)       | «Славія» (Прага)           |
| 1961–62 | «Спарта» (Прага)       | 11–7 (2–3 / 9–4)       | ОРК«Белград»               |
| 1962–63 | «Труд» (Москва)        | 11–8                   | «Фредеріксберг»            |
| 1963–64 | «Рапід» (Бухарест)     | 14–13                  | «Хельсінгор» (Копенгаген)  |
| 1964–65 | «Копенгаген»           | 21–16 (14–6 / 7–10)    | «Спартакус» (Будапешт)     |
| 1965–66 | «Лейпціг»              | 17–11 (10–5 / 7–6)     | «Копенгаген»               |
| 1966–67 | «Жальгіріс» (Каунас)   | 8–7                    | «Лейпціг»                  |
| 1967–68 | «Жальгіріс» (Каунас)   | 13–11                  | «Емпор» (Росток)           |
| 1969–67 | «Спартак» (Київ)       | 9–7                    | «Лейпціг»                  |
| 1970–71 | «Спартак» (Київ)       | 11–9                   | «Ференцварош» (Будапешт)   |
| 1971–72 | «Спартак» (Київ)       | 12–8                   | «Лейпціг»                  |
| 1972–73 | «Спартак» (Київ)       | 17–8                   | «Універсітатя» (Тімішоара) |
| 1973–74 | «Лейпціг»              | 12–10                  | «Спартак» (Київ)           |
| 1974–75 | «Спартак» (Київ)       | 14–10                  | «Локомотіва» (Загреб)      |
| 1975–76 | «Раднички» (Белград)   | 22–12                  | «Свіфт» (Рурмонд)          |
| 1976–77 | «Спартак» (Київ)       | 15–7                   | «Лейпціг»                  |
| 1977–78 | ТСК «Берлін»           | 19–14                  | «Вашаш» (Будапешт)         |
| 1978–79 | «Спартак» (Київ)       | 27–26 (13–17 / 14–9)   | «Вашаш» (Будапешт)         |
| 1979–80 | «Раднички» (Белград)   | 45–29 (22–19 / 23–10 ) | «Інтер» (Братіслава)       |
| 1980–81 | «Спартак» (Київ)       | 39–26 (17–13 / 22–13)  | «Раднички» (Белград)       |
| 1981–82 | «Вашаш» (Будапешт)     | 50–43 (29–19 / 21–24)  | «Раднички» (Белград)       |
| 1982–83 | «Спартак» (Київ)       | 48–36 (23–19 / 25–17)  | «Раднички» (Белград)       |
| 1983-84 | «Раднички» (Белград)   | 42–35 (22–16 / 20–19)  | «Баєр» (Леверкузен)        |
| 1984–85 | «Спартак» (Київ)       | 41–31 (23–16 / 18–15)  | «Раднички» (Белград)       |
| 1985–86 | «Спартак» (Київ)       | 52–45 (29–23 / 23–22)  | «Штіінца» (Бакеу)          |
| 1986–87 | «Спартак» (Київ)       | 50–37 (25–17 / 25–20)  | «Гіпо» (Нижня Австрія)     |
| 1987–88 | «Спартак» (Київ)       | 33–31 (16–14 / 17–17)  | «Гіпо» (Нижня Австрія)     |
| 1988–89 | «Гіпо» (Нижня Австрія) | 37–33 (16–14 / 21–19)  | «Спартак» (Київ)           |
| 1989–90 | «Гіпо» (Нижня Австрія) | 59–50 (29–24 / 30–26)  | «Кубань» (Краснодар)       |
| 1990–91 | «Гіссен-Люцеллінден»   | 43–40 (21–15 / 22–25)  | «Гіпо» (Нижня Австрія)     |
| 1991–92 | «Гіпо» (Нижня Австрія) | 34–32 (15–14 / 19–18)  | «Гіссен-Люцеллінден»       |
| 1992–93 | «Гіпо» (Нижня Австрія) | 40–25 (17–14 / 23–11)  | «Вашаш» (Будапешт)         |

### Ліга чемпіонів ЄГФ серед жінок
| 1993–94 | «Гіпо» (Нижня Австрія)  | 45–39 (18–20 / 25–21) | «Вашаш» (Будапешт)       |
| 1994–95 | «Гіпо» (Нижня Австрія)  | 40–36 (17–14 / 26–19) | «Подравка» (Копривниця)  |
| 1995–96 | «Подравка» (Копривниця) | 38–37 (17–13 / 25–20) | «Гіпо» (Нижня Австрія)   |
| 1996–97 | «Валенсія»              | 58–50 (35–26 / 24–23) | «Віборг»                 |
| 1997–98 | «Гіпо» (Нижня Австрія)  | 56–47 (28–21 / 26–28) | «Валенсія»               |
| 1998–99 | «Дунауйварош»           | 51–49 (25–23 / 26–26) | «Крім» (Любляна)         |
| 1999–00 | «Гіпо» (Нижня Австрія)  | 52–45 (32–23 / 22–20) | «Кометал» (Скоп'є)       |
| 2000–01 | «Крім» (Любляна)        | 47–41 (22–22 / 25–19) | «Віборг»                 |
| 2001–02 | «Кометал» (Скоп'є)      | 51–49 (27–25 / 26–22) | «Ференцварош» (Будапешт) |
| 2002–03 | «Крім» (Любляна)        | 63–58 (30–27 / 36–28) | «Валенсія»               |
| 2003–04 | «Слагельсе»             | 61–56 (25–24 / 32–36) | «Крім» (Любляна)         |
| 2004–05 | «Слагельсе»             | 54–43 (27–23 / 20–27) | «Кометал» (Скоп'є)       |
| 2005–06 | «Віборг»                | 44–43 (22–24 / 20–21) | «Крім» (Любляна)         |
| 2006–07 | «Слагельсе»             | 61–53 (29–29 / 32–24) | «Лада» (Тольятті)        |
| 2007–08 | «Звєзда» (Звенигород)   | 56–53 (25–24 / 29–31) | «Гіпо» (Нижня Австрія)   |
| 2008–09 | «Віборг»                | 50–49 (24–26 / 23–26) | «Дьєр»                   |
| 2009–10 | «Віборг»                | 60–52 (28–21 / 32–31) | «Олтхім» (Римніку-Вилча) |
| 2010–11 | «Ларвік»                | 47–46 (23–21 / 25–24) | «Ітхако»                 |
| 2011–12 | «Будочност»             | 54–54 (29–27 / 27–25) | «Дьєр»                   |
| 2012–13 | «Дьєр»                  | 47–43 (21–24 / 23–22) | «Ларвік»                 |

### Ліга чемпіонів серед жінок (система ЄГФ–Фінал чотирьох)
| 2013–14 | «Дьєр»                             | 27–21                              | «Будочност»                        |
| 2014–15 | «Будочност»                        | 26–22                              | «Лаврік»                           |
| 2015–16 | КСМ «Бухарест»                     | 29–26 (пенальті)                   | «Дьєр»                             |
| 2016–17 | «Дьєр»                             | 31–30 (додатковий час)             | «Вардар» (Скоп'є)                  |
| 2017–18 | «Дьєр»                             | 27–26 (додатковий час)             | «Вардар» (Скоп'є)                  |
| 2018–19 | «Дьєр»                             | 25–24                              | «Ростов-Дон» (Ростов-на-Дону)      |
| 2019–20 | Скасовано через пандемію COVID-19. | Скасовано через пандемію COVID-19. | Скасовано через пандемію COVID-19. |
| 2020–21 | «Брест Бретань»                    | 28–34                              | «Віперс» (Крістіансанн)            |
| 2021–22 | «Дьєр»                             | 31–33                              | «Віперс» (Крістіансанн)            |

## Див.також
- Ліга чемпіонів ЄГФ (чоловіки)
- Кубок ЄГФ
- Кубок володарів кубків EHF (жінки)
- Кубок виклику ЄГФ (жіночий турнір)
- Жіночий Кубок ЄГФ